# Cioroiașu
Cioroiașu – wieś w Rumunii, w okręgu Aluta, w gminie Fălcoiu. W 2011 roku liczyła 555 mieszkańców.